# Río Khwai
El Río Khwai es un río ubicado en norte de Botsuana, África. Se extiende desde el río Okavango y forma parte de la frontera norte de la Reserva de caza Moremi. No muy lejos del río Khwai y junto a la Puerta Norte de la Reserva de caza Moremi se encuentra el pueblo BaBugkakhwe de Khwai. A lo largo del río Khwai es posible encontrar diversos animales tales como leones, elefantes, hipopótamos, y un largo etcétera.
En la zona se encuentra el Aeropuerto del Río Khwai.
No debe confundirse con el Río Kwai de Tailandia, el cual en 1943 fue escenario de un proyecto japonés de vías férreas, proyecto que se recrea en la conocida película titulada El puente sobre el río Kwai.